# Julio Chacón del Campo
Julio Chacón del Campo (Linares, 9 de julio de 1896-Santiago, 29 de abril de 1977) fue un ingeniero agrónomo e historiador, autor de numerosas obras en ambas especialidades.

## Trayectoria
Fue profesor de Agronomía de la Universidad de Chile, fundador de la Sociedad de Historia y Geografía de Linares (Chile) y durante muchos años su Presidente. Como tal actuó por más de cuarenta años como Director y principal redactor e impresor de la Revista Linares, una publicación de carácter cultural de muy alta calidad de contenido y que, en la actualidad, puede considerarse como una verdadera joya bibliográfica. Esta Revista se publicó impresa por espacio de unos cincuenta años ininterrumpidos, hasta el año 1973 en que se lanzó su último número. Es la antecesora de la actual del mismo nombre que se edita en forma electrónica.

## Algunas obras
Algunas Obras del señor Chacón del Campo son: Historia de la Provincia de Linares, en 2 Tomos; Las Calles de Linares; Historia de San Javier de Loncomilla;  y otros libros sobre Agricultura - especialidad profesional del señor Chacón del Campo - publicados bajo el patrocinio de la Facultad de Agronomía de la Universidad de Chile.
Se ha dicho y escrito del señor Chacón del Campo lo siguiente: 

"es el hijo más fiel y amante que le haya nacido a la madre tierra linarense en toda su historia".

Una calle de la ciudad de Linares, en la Región del Maule, recuerda su nombre, así también como el de su padre don Benito Chacón.